# بحيرة بالكاش
بحيرة بلقاش أو بالكاش في كازاخستان على بعد 1600 كم إلى الشرق من بحر آرال، هي أكبر بحيرة مالحة معتدل في آسيا الوسطى. تبلغ مساحة البحيرة حوالي 18200 كم²، ويبلغ طولها 600 كلم وبعرض يتراوح من خمسة إلى 70 كيلومترا وتقع على ارتفاع 275 متر ويغذيها نهر إيلي مشكلا فيه دلتا واسعة.
يقع حوضها في جنوب شرق كازاخستان (85٪) وشمال غرب الصين (15٪). يبلغ المستجمع المائي للبحيرة حوالي 413000 كم². في النصف الغربي من البحيرة المياه العذبة في حين أن في نصفها الشرقي المياه مالحة. متوسط عمق البحيرة هو ستة أمتار يصل عمقها إلى 26 مترا كحد أقصى. وعادة ما تتجمّد بحيرة بالكاش من نوفمبر حتى مارس.
شمال بحيرة بالكاش هي جنوب شبه الصحراء الكازاخستانية Saryesik - Atryan. ثلاثة تيارات رئيسية تغذية بحيرة بالكاش وجميعهم من الجنوب أو الجنوب الشرقي: نهر إيلي مع دلتا، كبيرة نهر كاراتال مع دلتا أصغر,  ونهر أكاسو. منذ عام 1960 كانت مستويات المياه في بحيرة بالكاش تنخفض، بسبب التبخر وزيادة استخدام المياه في الري على طول الأنهار، ونهر إيلي ونهر كاراتال.
نهر أيلي يتدفق من مقاطعة شينجيانغ، شمال غرب الصين إلى كازاخستان، من خلال مدينة ألماتي، في بحيرة بالكاش. إنتاج القطن الذي يستهلك كمية كبيرة من الماء هو متطور في منطقة شينجيانغ، ويستخدم حاليا 40 ٪ من الأراضي الصالحة للزراعة في المنطقة.
بحيرة بالكاش تلعب دورا هاما في الحفاظ على التوازن الطبيعي والمناخي في المنطقة. تسارع التدهور التدريجي للنظم البيئي في البحيرات بسبب بناء منشآت الطاقة الكهرمائية في الصين إلى جنوب شرق البلاد.